# 강착

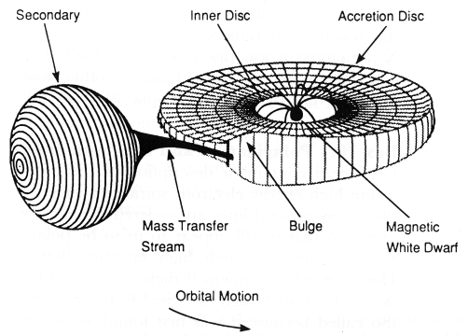
백색 왜성이 동반성의 구성물질을 강착하는 것을 나타낸 그림.

강착(降着, Accretion)은 천체물리학에서, 전혀 다른 두 개의 과정을 가리키는 용어다.
우선 흔히 사용되는 용례는 어떤 천체가 중력적 작용으로 가스 등의 물질을 흡수하여 강착 원반을 만드는 경우를 말한다. 강착 원반은 쌍성계를 이루는 두 항성 중 한쪽이 백색 왜성 등의 항성 잔해물일 때, 또는 나선 은하의 중심에 있는 블랙홀 주위에서 잘 만들어진다. 이 원반을 이루는 물질은 역학적으로 각운동량을 점점 잃어버려 결국 중심의 천체(백색 왜성, 블랙홀 등)로 떨어져 내리게 된다. 흔하지는 않지만 항성 표면 핵융합으로 강착 원반이 생기는 수도 있다(본디 강착).
두 번째 경우는 대기과학의 착빙(着氷, accretion) 개념과 유사하다. 성운설에서 강착이란 원시 행성계 원반이나 거대 가스 행성의 원시 행성체 속에 들어있는, 차갑고 미세한 먼지와 얼음 입자들이 정전기적으로 충돌·결합하는 것을 가리킨다. 그리고 강착을 거듭한 미행성은 질량이 커지고, 중력도 커져서 더 많은 미립자와 미행성을 강착해서 점점 커지게 된다.

## 같이 보기
- 쿼시 별